# Fiat 600 Savio Jungla
La Fiat 600 Savio Jungla est une automobile de loisir, aussi appelée pickup tout terrain et qui, dans son usage civil était définie en Italie comme "spiaggina". Elle est produite par la Carrozzeria Savio de 1965 à 1974.

## Histoire
Ce modèle fut créé sur la seule décision de Gianni Agnelli durant l'été 1964 qui voulait proposer aux forces armées un véhicule léger qui pourrait être embarqué dans les avions militaires de transport et être parachuté en toutes circonstances. Le même projet anglais donna la Mini Moke. Le projet français verra le jour 4 ans plus tard sous la forme de la Citroën Méhari. Le prototype Fiat fut présenté au Salon de l'automobile de Turin 1965 sous le nom de Giungla, jungle en italien qui devint "Jungla" lors de sa commercialisation. 
Le modèle est dérivé de la fameuse Fiat 600 de 1955. Sa technique, afin de respecter les critères fixés par la direction de Fiat et l'armée : « n'utiliser que des composants qui puissent être immédiatement disponibles en grande quantité », ressemble à un assemblage varié. En effet, le châssis reprend celui de la Fiat 600 avec son train avant, le moteur et la boîte de vitesses ; le différentiel est celui de la Fiat 600 Multipla avec des rapports de pont plus courts que ceux de la berline, le train arrière et les roues de 14" proviennent de la Fiat 1100-103 ce qui permit d'augmenter la garde au sol et le rapport final sans aucune autre intervention.
La presse spécialisée et les autorités militaires accueillirent agréablement le modèle mais émirent un regret, celui de ne pas disposer du moteur de la nouvelle Fiat 850 plus puissant. La direction de Fiat s'y opposa fermement en justifiant du fait que la production de la Fiat 850 se faisait déjà en flux très tendu pour chaque composant et qu'il n'était pas question qu'un client voit le délai de livraison encore augmenté (il était d'environ 1 an !) pour satisfaire à cette demande.
Dans ces conditions on comprend aussi pourquoi la Fiat Jungla sera fabriquée par la Carrozzeria Savio.

## Caractéristiques
Destinée d'abord aux forces armées, la voiture fut aussi largement utilisée par les agents de l'Office des Forêts italien. Disposant d'une capote en toile très facilement démontable, elle avait également son pare-brise rabattable.
Le tableau de bord n'offrait qu'une instrumentation essentielle avec seulement un tachymètre hérité de la Fiat 500 et des plusieurs témoins lumineux pour surveiller la pression d'huile, réserve de carburant, dynamo, position en phares et température d'eau du radiateur. 
Jusqu'en 1969, le modèle ne disposait pas de vraies portières mais d'un cadre tubulaire sur lequel des éléments de toile faisaient office de portières englobant des vitres latérales. À partir de l'année modèle 1969, des portières en tôle furent montées en série.
La production totale s'arrêta en 1974 après plus de 3.200 exemplaires dont 300 modèles spéciaux dotés d'un réducteur extra court. Les principaux utilisateurs ont été les sociétés d'État comme Enel et Stipel ainsi que le Corps forestier d'État italien (182 exemplaires) et les Carabiniers. Lors de la dernière année de production, les voitures reçurent le moteur de la Fiat espagnole Seat 600. Un prototype fut envoyé en ex Yougoslavie et reçut la mécanique provenant de la Fiat 600 locale, la Zastava 750 avec une carrosserie en résine et fibres de verre.

## Versions spéciales
En 1974, un modèle dérivé de la Jungla nommé "Kelly 600" a été réalisé en quelques exemplaires par le concessionnaire de la Principauté de Monaco, en hommage à la princesse Grace, avec une mécanique d'origine SEAT. 
En 1975, un prototype fut construit avec une mécanique provenant de l'Autobianchi A112 qui disposait d'une calandre ajourée de type Jeep rendue nécessaire pour assurer le refroidissement du moteur.  
En 1975, un nouveau modèle fut lancé qui intégrait la mécanique de la Fiat 126 tout en conservant la même carrosserie. Cette version n'eut pas le succès de la version 600.

## Autres caractéristiques techniques
- Garde au sol minimale en charge : 215 mm,
- Rayon de braquage : 4,35 m,
- Capacité de transport : 4 adultes plus 40 kg.